# Fletcher Allen
Fletcher Bedford Allen (* 26. Juli 1905 in La Crosse, Wisconsin; † 5. August 1995 in New York City) war ein US-amerikanischer Jazzmusiker (Saxophone, Klarinette) Komponist und Arrangeur.

## Leben und Wirken
Allen begann seine Karriere bei Lloyd Scott in New York City. 1927 kam er in der Band von Leon Abbey erstmals nach Europa. 1929 arbeitete er in Budapest bei Benny Peyton; 1936 ging er mit Abbey auf Tournee nach Indien. Ende der 1930er Jahre hielt er sich in Paris auf, wo er eine eigene Band leitete, für die er Kompositionen schrieb und in der u. a. Marcel Bianchi und Alix Combelle spielten. Er gehörte auch dem Orchester des Trompeters Freddy Taylor an. Aufnahmen entstanden 1937 für Pathé. Allen wirkte außerdem bei Aufnahmen von Louis Armstrong, Benny Carter/Django Reinhardt („I’m Coming Virginia“, März 1938) mit. Zu seinen Kompositionen gehören Blue Drag, Swingin’ in Paris und Viper's Dream. Ende 1938 ging Allen als Mitglied der Harlem Rhythmakers auf Tournee nach Ägypten, wo er zwei Jahre blieb. Mit Ausbruch des Zweiten Weltkriegs kehrte er in die Vereinigten Staaten zurück und arbeitete als Baritonsaxophonist in verschiedenen New Yorker Bigbands, Anfang der 1970er Jahre bei Fred „Taxi“ Mitchell.

## Diskographische Hinweise
- Fletcher Allen/Arthur Briggs/Philippe Brun/Alix Combelle: Swing Sessions Volume 4 (Pathé)